# David Sandoval
David Sergio Sandoval Plaza (Santiago, 20 de octubre de 1952) es un contador general, geógrafo y político chileno. Actualmente es senador por la Circunscripción 14, Región de Aysén. Anteriormente fue alcalde de las comunas de Chile Chico, Cochrane y Coyhaique y diputado por el Distrito n.º 59.
Cuenta con una hermana a la cual solo comparten apellido materno, su nombre es: Sonia Mellada Plaza

## Biografía
Nació el 20 de octubre de 1952, en Santiago, hijo de David Sandoval Albarrán y Ana Plaza Guzmán.
En 1973, recibió el título de contador general en el Instituto Comercial de Aplicaciones de Santiago. Posteriormente, ingresó a la Universidad de Chile, donde se tituló de geógrafo en 1980.
Está casado con Luisa Acuña Vogt y es padre de tres hijos: Andrés, Pamela y Lucas.
Trabajó en la Asociación de Ahorro y Préstamos Calicanto y la embotelladora Coca-Cola. Luego de titularse de geógrafo, se trasladó a Cochrane, donde trabajó en el sector privado el que dejó tras ser nombrado secretario municipal del alcalde de Cochrane, Lorenzo Ruedas.

## Carrera política
En 1986, fue designado por la dictadura militar como alcalde de la comuna de Chile Chico. En 1989 fue destinado nuevamente a Cochrane, donde asumió como alcalde hasta 1992. Ese año obtuvo la elección en el mismo puesto en las elecciones municipales, y reelegido en 1996, ambas oportunidades en representación de Renovación Nacional (RN). 
En su periodo alcaldicio en la comuna de Cochrane, encabezó acontecimientos importantes, como lo fue la conferencia internacional de pastores y ciclistas realizada por la Iglesia de Dios Pentecostal en el año 1996 en dicha localidad, haciendo inauguración de "Monolito" en avenida Bernardo O'Higgins de la comuna en conmemoración de este significativo evento realizado por esta corporación evangélica, que albergó a más de 750 asistentes provenientes de distintas partes de Chile y el mundo. 
En las elecciones municipales de 2000 fue elegido alcalde de Coyhaique, nuevamente por Renovación Nacional. En julio de 2001, renunció al partido, y en el 2004 fue reelecto, esta vez en representación de la Unión Demócrata Independiente (UDI), cargo que ejerció hasta 2008.
En diciembre de 2009 fue elegido diputado en representación de la UDI por el Distrito n.º 59 (Región de Aysén) para el periodo legislativo 2010-2014. Fue integrante de las comisiones permanentes de Zonas Extremas; de Salud; y de Recursos Naturales; junto con las comisiones especiales de Deportes; de Turismo; y del Adulto Mayor, la que también presidió. Formó parte del comité parlamentario de la Unión Demócrata Independiente.
En las elecciones parlamentarias de noviembre de 2013, fue reelegido por el mismo distrito para el periodo 2014-2018. Es integrante de las comisiones permanentes de Gobierno Interior, Nacionalidad, Ciudadanía y Regionalización; Medio Ambiente y Recursos Naturales; Zonas Extremas y Antártica Chilena; y Familia y Adulto Mayor. En 2018 fue electo como senador por la 14.º circunscripción por la Región de Aysén.

## Historial electoral

### Elecciones municipales de 1992
- Elecciones municipales de 1992, para la alcaldía de Cochrane [3]

(Se consideran sólo los 4 candidatos más votados, de un total de 12 candidatos)

### Elecciones municipales de 1996
- Elecciones municipales de 1996, para la alcaldía de Cochrane [4]

(Se consideran sólo los 4 candidatos más votados, de un total de 12 candidatos)

### Elecciones municipales de 2000
- Elecciones municipales de 2000, para la alcaldía de Coyhaique [5]

(Se consideran sólo los 4 candidatos más votados, de un total de 19 candidatos)

### Elecciones municipales de 2004
- Elecciones municipales de 2004, para la alcaldía de Coyhaique [6]

### Elecciones parlamentarias de 2009
- Elecciones parlamentarias de 2009 a Diputado por el distrito 59 (Región de Aisén) [7]

### Elecciones parlamentarias de 2013
- Elecciones parlamentarias de 2013 a Diputado por el distrito 59, Región de Aysén.

### Elecciones parlamentarias de 2017
- Elecciones parlamentarias de 2017 a Senador por la 14° Circunscripción (Región de Aysén)[2]